# 四川羊藿
四川羊藿（学名：Epimedium sutchuenense）为小檗科淫羊藿属下的一个种。

## 扩展阅读
- 維基物種上的相關：四川羊藿